# Библиография Романа Злотникова
В этой статье перечислены произведения российского писателя-фантаста Романа Злотникова. Ниже представлены авторские серии а также краткое их хронологическое представление.

## Серии

### Серия Арвендейл
Жанрфэнтези
АннотацияКлассическая фэнтези с их эльфами, орками, гномами… или нет? Откуда с одной стороны возникает ощущение, будто это пародия на толкинизм, а с другой появляются такие необычные расы, возникают такие не по-детски сложные интриги, а неминуемые и столь живо описанные баталии перемежаются интересными размышлениями о природе власти и аналогиями с нашим миром?
1. Арвендейл (2004)
2. Герцог Арвендейл (2005)
3. Император людей (октябрь 2007)
4. Дерзкий рейд (сентябрь 2017)
5. Долгое море (2017)
6. Арвендейл. Нечистая кровь (2018) // сиквел в соавторстве с Юлией Остапенко
7. Арвендейл. Нечистая кровь. Корни Тьмы (2019) // в соавторстве с Юлией Остапенко
8. Арвендейл Обреченный. Трое из утренней звезды (2018) // приквел в соавторстве с Антоном Корниловым

### Серия Берсерки
Жанринопланетное вторжение, постапокалипсис
АннотацияЗемля пала под натиском Чужих. Вот уже несколько десятилетий порабощенные люди становятся всего лишь генетическим материалом для техноцивилизации. Но среди неконтролируемых популяций начинают появляться те, о ком человечество забыло ещё в средневековье — берсерки. Может, они последняя надежда человечества на освобождение?
1. Мятеж на окраине Галактики (1999)
2. Бойцы с окраины Галактики [= Благородная ярость] (2000)
3. Принцесса с окраины Галактики (2008)

### Серия Вечный
Часть цикла «Мир вечного».
Жанркосмическая опера, фантастический боевик
АннотацияВот уже полтора столетия идет война с могущественной цивилизацией чужих. Человечество привыкло к ней, как к чему-то обыденному. Люди, сплоченные первым ударом, вновь начали свои подковёрные игры. И никто даже не догадывается, что единственным спасителем человечества станет тот, кого Благородные Доны — единственные, кто самоотверженно продолжают сражаться с чужими и небезосновательно считаются почти пиратами в мирах людей, — считают чуть ли не Сыном Божьим. Но таков ли Вечный, каким его чтят легенды Благородных Донов?
1. Шпаги над звёздами (1998)
2. Восставший из пепла (2000)
3. И пришел многоликий… [«Ловушка для Алого князя» (2003)] (2001)
4. Последний рейд (2003)
5. Выживший с «Ермака» (2017) // в соавторстве с Игорем Минаковым и Алексеем Волковым
6. Чёрный легион (2019) // в соавторстве с Сергеем Будеевым

На самой окраине человеческих поселений, во фронтире, начинают происходить довольно странные вещи. Но большим государствам пока нет до них дела, и жителям окраин приходится разбираться почти в одиночку. А до атаки на Зоврос видимо уже осталось совсем немного времени.
В мире Вечного наступило короткое долгожданное перемирие. Боевые корабли Могущественных больше не смеют вторгаться на территорию человеческого космоса, но и без внешней угрозы люди способны создать себе много проблем. Для кого-то редкий дар становится проклятием, для кого-то открывает безграничную гармонию Вселенной и самые потаенные двери, за которыми Творец хранит свои сокровенные тайны. Новые молодые ещё герои учатся разрушать и созидать, дружить и хранить верность, сражаться и искать компромиссы. И, кажется, они нашли себе нового лидера, готового принять на себя бремя ответственности за человечество. Дочь Вечного — принцесса Тэя — сдает свой первый экзамен. Может быть, ей удастся не только вдохновить своих друзей на бессмертные подвиги, но и построить наконец мостик между человечеством и расой совершенных созданий Творца.
К серии также относятся соавторские серии:
- приквел серия «Охота на охотника» // с А.Николаевым,
- сиквел серия «Хоаххин» // с С.Будеевым.

### Серия Генерал-адмирал
Жанрпопаданец, альтернативная история, прогрессорство
АннотацияВеликий Князь Алексей Романов, брат Александра III и генерал-адмирал Российского флота в одном лице, после падения с лошади оказывается несколько другим человеком. Буквально. И век XXI ему знаком куда основательнее, чем век XIX, и об опасностях и вызовах XX века он предупрежден. Как в такой ситуации восполнить информационный голод, не прослыв сумасшедшим, не потеряв статуса, а также, пользуясь служебным положением, пустить историю войн, открытий и развития по новым рельсам?
1. Генерал-адмирал (2011)
2. Генерал-адмирал. На переломе веков (2011)
3. Генерал-адмирал. Взлет (2012)
4. Генерал-адмирал. Война (2012)

### Серия Грон
Жанрпопаданец, немагическая фэнтези, прогрессорство
Аннотацияесли тебе 17 и ты вдруг проваливаешься в новый мир, что ты будешь делать? Спасать принцесс, наводить справедливость, обретать магические способности? А если ты пенсионер, у которого не осталось ни романтических порывов, ни идеалов (работа такая), да и новый мир предоставил тебе лишь тело местного малолетнего дурачка? Вероятно, постараешься найти своё место под солнцем и тихо прожить новую жизнь. Но некий Орден считает, что ты чужой в этом мире, что ты должен быть уничтожен, ибо можешь изменить этот мир. И на этот раз Орден оказался прав — отставной полковник КГБ Казимир Пушкевич, на счету которого сотни операций, это может. И он сделает это! Орден сэкономил бы себе кучу проблем, если бы не заметил прибытие Грона…
1. Обречённый на бой (1999)
2. Смертельный удар (1999)
3. Последняя битва (2002)
4. Прекрасный новый мир (2008)
5. Пощады не будет (Ноябрь 2009)
6. Сердце башни (2015)

### Серия Землянин
Жанрфантастика, попаданец
АннотацияВ этот раз главный герой ещё молод. Ник не имеет жизненного опыта и навыков. Суровую школу жизни он проходит уже будучи попаданцем. Аскетичность, самодисциплина, умение манипулировать собеседником, великолепные физические и психические качества, которые базируются на новейших достижениях медицины — это не полный перечень достоинств, которые приобрел Ник в борьбе за выживание. Но и задачи перед ним стоят теперь на порядок сложнее. Задачи вселенского масштаба…
1. Землянин (2012)
2. Землянин. Шаг к звездам (2013)
3. Землянин. На службе Великого дома (2014)
4. Землянин. Русские не сдаются (2017)

### Серия Империя
Жанрсоциально-политическая фантастика, альтернативная фантастика
АннотацияКонец XX века. Россия. Нищета, разруха и упадок. Какой могла бы стать Россия, если бы в ней появился Император? Какой она должна стать, с императором или без, — вот о чём эта книга. Захватывающий сюжет к ней только прилагается.
1. Виват, император! (2001)
2. Армагеддон (2002)

### Серия Ком
Жанрфантастика, попаданец
АннотацияГлавный герой попадает в место, где сходятся множество миров, там есть и магия и технология. Протагониста ждут совершенно обычные для «попаданцев» приключения и «неожиданное» раскрытие в себе сверхъестественных способностей на фоне остроумных пародий на оппозиционных российских политиков.
1. Ком (2013)
2. Ком. В глубину (2015)
3. Ком. Путь домой (2020)

### Серия Путь князя
Жанрсоциальная фантастика (некоторыми читателями охарактеризован как «христианская фантастика»)
Аннотацияв одном произведении Москва, XXI-й век. В другом космос, наше будущее. В третьем тоже космос… но земляне ли это? Что же их объединяет? А объединяет их Путь Князя. Каждый выбирает свой путь в жизни. Но не каждый может вступить на путь Князя. Кто-то может быть Воином. Остальные так и останутся «Крестьянами». И дело не в статусе, власти или профессии. А в той мере ответственности за этот мир, которую ты готов взять на себя.
1. «Путь Князя. Атака на будущее» (2007)
  - Роман «Атака на будущее»
  - Рассказ «Равноценный обмен» (публиковался в «Мире фантастики» за май’07 под названием «Путь князя»)
2. «Путь Князя. Быть воином» (2008)
  - Роман «Быть воином»
  - Рассказ «Испытание» (логическое продолжение романа «Атака на будущее»)
3. Рассказ «Одинокий рыцарь» (Сборник «Убить чужого».)

### Серия Руигат
Жанрпопаданцы, утопия
АннотацияМир без насилия и нужды уже много лет живёт на своей единственной планете, отказавшись от экспансии и какого-либо принуждения. Возможно, в этом и есть причина утраты другой планеты — колыбели цивилизации, вследствие нападения агрессора из глубин Вселенной. Уважаемый ученый, пользуясь достижениями современной ему науки, отважился на рискованный эксперимент — вернуть насилие и принуждение в свой мир, чтобы возвратить потерянное. На помощь себе он призвал людей, не просто знакомых с насилием, а находящихся в состоянии войны друг с другом. Со временем, один из них — адмирал имперского флота, берет управление проектом на себя. Примут ли жители самодостаточной планеты чуждые для них идеи…
1. Руигат. Рождение (2010)
2. Руигат. Прыжок (2013)
3. Руигат. Схватка (2016)

### Серия Царь Фёдор
Жанральтернативная история, попаданец
АннотацияЖил себе жил простой российский бизнесмен-миллионер. Я бы даже сказал «идеальный». Ибо с одной стороны несомненный управленческий талант, а с моральной стороны примитивный как кирпич. Но что будет с ним, если он вдруг провалится в Россию времен смуты, в тело 10-летнего царевича? И что будет с Россией, если он приложит к ней свой управленческий талант?
1. Ещё один шанс (2010)
2. Орёл расправляет крылья (2010)
3. Орёл взмывает ввысь (2010) - в работе над книгой автору помогали Александр Зорич и Борис Юлин[1]

### Серия Элита Элит
Жанральтернативная история, попаданец
АннотацияНастоящий Имперский гвардеец, элита своего пространства-времени, продукт тщательного отбора, обучения и воспитания, попадает в наш 1941 год. Что это? Его глубокое прошлое? Альтернативная вселенная? На размышления остается не так много времени. Но за круговоротом мастерских операций, проявления развитых человеческих способностей и размышлений об элите у читателя может возникнуть вопрос, а хотел бы он жить в будущем, которому требуется такая элита?
1. Элита элит (Имперец в 1941) (2009)
2. Элита элит — 2 (Кадры решают всё) (2015)

### Серия Американец
Жанральтернативная история
АннотацияЖил был простой советский парень, мечтавший об Америке. Вырос в Союзе, выжил в 90-е, стал бизнесменом и вот уже практически ступил на благословенную землю Нью-Йорка … Как судьба подложила свинью, то ли отмотав время на 100 лет назад, то ли вообще перекинув в параллельную реальность. И придется ему теперь начинать все с нуля, простым эмигрантом в САСШ конца XIX века
1. Американец (2015) // в соавторстве с Игорем Гринчевским
2. Американец. Путь на север (2015) // в соавторстве с Игорем Гринчевским

### Серия Вселенная неудачников
Жанрфантастический боевик-космическая опера, попаданец
АннотацияПеред нами классический попаданец — ничем не примечательный современник. Но вот попадает он не по-детски. Сначала в джунгли, потом в будущее, а потом и вовсе во «Вселенную неудачников». Думаете это конец? Не тут-то было! Он ещё успеет попасть на войну, в будущее, в плен… Проще сказать куда он _не_ попадёт.
1. Вселенная неудачников (2009) // в соавторстве с Сергеем Мусанифом
2. Манёвры неудачников (2010) // в соавторстве с Сергеем Мусанифом
3. Шанс для неудачников [«Война неудачников»], Том 1 (2011) // в соавторстве с Сергеем Мусанифом
4. Шанс для неудачников, Том 2 (2011) // в соавторстве с Сергеем Мусанифом

### Серия Исправленная летопись
Жанральтернативная история
АннотацияНачало действия — 1381 год. Чем он так «развилист» — догадайтесь сами.
1. Спасти Москву (2015) // в соавторстве с Михаилом Ремером
2. Тайны митрополита (2015) // в соавторстве с Михаилом Ремером
3. Пушки и колокола (2016) // в соавторстве с Михаилом Ремером

### Серия Князь Трубецкой
Жанральтернативная история, попаданец
Аннотация1812 год. Наполеоновское нашествие на Россию развивается вполне успешно для французов и их союзников. Вот-вот должна пасть древняя столица русского государства Москва. На поле битвы появляется новый полководец — князь Трубецкой. Он ведет на врага своих партизан, изящным взмахом офицерской шпаги направляя дубину народной войны. Даже самому Наполеону становится не по себе, а ведь он ещё не знает, что в облике русского князя скрывается наш современник, подробно изучивший тактику и стратегию самого Бонапарта и владеющий методами ведения боевых действий XXI века…
1. Князь Трубецкой (2015) // в соавторстве с Александром Золотько
2. Личный враг императора (2016) // в соавторстве с Владимиром Свержиным

### Серия Леннар
Жанрнаучная фантастика
АннотацияЧто будет с цивилизацией, которую катастрофа загнала в огромный корабль и запустила в бесконечный полет? Похожие произведения: Р.Хайнлайн «Пасынки вселенной», К. Саймак «И послышался грохот».
1. Леннар. Сквозь тьму и… тьму (2006) // в соавторстве с Антоном Красновым
2. Леннар. Книга Бездн (2006) // в соавторстве с Антоном Красновым
3. Леннар. Псевдоним Бога (август 2007) // в соавторстве с Антоном Красновым
4. Леннар. Чужой монастырь (2008) // в соавторстве с Антоном Красновым

### Серия Империя наносит ответный удар
Жанрфантастический боевик, космическая опера
АннотацияВы давно хотели прочесть гангстерский боевик в условиях далекого будущего и глубокого космоса? Тогда вы по адресу! Именно здесь несколько спец-агентов Российской Империи ведут борьбу со вселенской мафией. Но, как и в других книгах автора, здесь не прекращаются размышления о лучшем мироустройстве.
1. Империя наносит ответный удар (2007) // в соавторстве с Василием Ореховым
2. Звездный десант (2009) // в соавторстве с Василием Ореховым
3. Миссия невыполнима (2010) // в соавторстве с Василием Ореховым
4. Пираты XXX века (2019) // в соавторстве с Василием Ореховым

### Серия Охота на охотника
Часть цикла «Мир вечного».
Жанркосмическая опера
АннотацияДо той войны, что описана в цикле «Вечный», ещё осталось какое-то время. Может, 30 лет, может, 100. Человечество вышло в космос и успешно его обжило. Но так и не стало единым. А потому налицо обычные конфликты, интриги и разборки спец-служб. Но вот в обжитом секторе космоса начинают происходить странные вещи, заставляющие работать вместе агентов вероятного противника. А значит, Контакт уже состоялся, и до космической войны осталось совсем немного времени…
1. Охота на охотника (2005) // в соавторстве с Андреем Николаевым
2. Счастливчик Сандерс (2005) // в соавторстве с Андреем Николаевым
3. Правило русского спецназа (2005) // в соавторстве с Андреем Николаевым
4. Бешеный медведь (2006)

### Серия Разговор с Вождем
Жанральтернативная история, путешествия во времени
Аннотациябанальная набившая многим оскомину завязка, попадания ГГ в начало Великой Отечественной, общение с самим Сталиным… Но необычно то, что ГГ попадает в прошлое в своем теле и регулярно возвращаясь в современность, наблюдает, что все меняется совсем не в ту сторону, в какую он ожидал.
1. Разговор с Вождем (2016) // в соавторстве с Алексеем Махровым
2. Путь к Вождю (2016) // в соавторстве с Алексеем Махровым
3. Встреча с Вождем (2017) // в соавторстве с Алексеем Махровым
4. Голос Вождя (2018) // в соавторстве с Алексеем Махровым

### Серия Рыцари порога
Жанрфэнтези
АннотацияВсе люди сволочи. Эльфы ещё большие сволочи. И всё плохо. Но существуют Рыцари Порога. Они — сказка, они — страшилка… Но они существуют. И они никогда не сражаются с людьми. Так как какими бы отвратительными не были люди, те, кто придут из-за порога, во много раз хуже.
1. Путь к порогу (2010) // в соавторстве с Антоном Корниловым
2. Братство порога (2010) // в соавторстве с Антоном Корниловым
3. Время твари (2011) // в соавторстве с Антоном Корниловым
4. Последняя крепость (2012) // в соавторстве с Антоном Корниловым

### Серия Урождённый дворянин
Жанриномирянин-попаданец, Земля, наше время, прогрессорство
АннотацияЧто бы мог почувствовать представитель куда более развитой инопланетной цивилизации, попади он в реалии нынешней России? Что бы сделал рядовой житель любой реальности, попав в незнакомый, чуждый ему мир? Вероятно, попытался бы приспособиться. Но урождённому дворянину недостаточно просто выжить — он попытается исправить то, что ему кажется неправильным. Удастся ли ему это?
1. Урождённый дворянин (2013) // в соавторстве с Алексеем Корниловым
2. Урождённый дворянин. Мерило истины (2014) // в соавторстве с Алексеем Корниловым
3. Урождённый дворянин. Защитники людей (2014) // в соавторстве с Алексеем Корниловым
4. Урождённый дворянин. Рассвет (2016) // в соавторстве с Алексеем Корниловым

### Серия Хоаххин
Часть цикла «Мир вечного».
Жанркосмическая опера
АннотацияСюжетное действие «Взгляда со стороны» начинается с высылки плененных на Тронном мире Сестер и атаки на Светлую. Повествование полностью противоречит событиям и миру Вечного.
1. Взгляд со стороны (2017) // в соавторстве с Сергеем Будеевым
2. Точка сингулярности (2017) // в соавторстве с Сергеем Будеевым
3. Кто есть кто (2018) // в соавторстве с Сергеем Будеевым

### Серия Швейцарец
Жанрпопаданец, альтернативная история
1. Швейцарец (2018)
2. Возвращение (2018)
3. Лучший мир (2019)
4. Война (2020)
5. Швейцарец. Будущее (2021) — рассказ

### Серия Рогора
Жанрфэнтези
1. Дорогой восстания (2019) // в соавторстве с Даниилом Калининым
2. Пламя войны (2019) // в соавторстве с Даниилом Калининым
3. Ярость обреченных (2020) // в соавторстве с Даниилом Калининым

### Серия Таматарха
Жанральтернативная история
1. Таматарха. На службе у изгоя (2020) // в соавторстве с Даниилом Калининым
2. Таматарха. В кольце врагов (2020) // в соавторстве с Даниилом Калининым
3. Таматарха. Крест и Полумесяц (2021) // в соавторстве с Даниилом Калининым[2]

## Отдельные произведения

### Романы
- 2012. Точка перехода [межавторская серия издательства «Армада» — «2012»] (август 2009)

Жанрмистика
АннотацияИздательство позиционирует данную серию как художественную обработку документов и диктофонных записей группы «Неман», связанной с оккультизмом, эзотерикой, уфологией и прочими непризнанными науками. Ждет ли нас конец света в 2012-м, обещанный этой группой? Или это глобальная мистификация? Или эту группу уже ждут санитары? Решать только вам. Ясно только одно: группа действительно существует.
- Время вызова. Нужны князья, а не тати (сентябрь 2007)

Жанрсоциальная фантастика
АннотацияРоссия. Начало XXI-го века. Эта книга о нас сегодняшних и немного завтрашних. О выборе морального пути. Без мистики, инопланетян и бессмертных. Но это безусловно фантастика, потому что закрывая книгу, ты скажешь себе «это сказка… в которой я хочу жить!»
- Русские сказки (2000)

Жанральтернативная история, попаданцы
АннотацияТрое агентов конкурирующих спецслужб попадают в прошлое планеты Гэлуэя, в котором как раз завариваются события, очень похожие на 1917-й год в России. Шансов вернуться — нет. Что они изберут? Слиться со временем или попытаться изменить историю этой планеты?
- Собор (1999)

Жанрсоциально-мистическая фантастика (в противовес «Пути Князя» можно назвать «языческой фантастикой»)
АннотацияРоссия, конец XX-го века. Возможно ли, чтобы в эти темные бандитские времена пробудились силы нашего славянского прошлого? Как они изменят героев, которых коснутся?
- Ронин (2003) // в соавторстве с Александром Воробьёвым

Жанрфэнтези, попаданец
Аннотация
Ронин — самурай, не сумевший защитить хозяина и оставшийся в живых. Он не может восстановить свою честь, совершив ритуальное самоубийство. Именно таков Ник Фолдер. Человек, потерявший хозяина, родину и себя. Меньше, чем песчинка в этом мире. Но именно он оказывается ключевой фигурой в противостоянии человечества, давно вышедшего в космос, и расы Чужих, только позарившейся на данную его часть.
- Крыло ангела (2007) // в соавторстве с Олегом Маркеловым

Жанральтернативная история, фэнтезийный боевик
АннотацияПеред нами классика жанра: вот парень Лёха, внезапно попавший в фэнтезийный мир. И Лёха бежит. Бежит, преследуемый врагами, обретая друзей и никак не понимая, кто он такой и почему это всё произошло с ним. И только на последних полуста страницах соавторы расскажут нам то, что кардинально изменит наше отношение к книге.
- И снова здравствуйте! (2021)
- Крушение империи (2021)

### Повести и рассказы
- Повесть «Нечаянная встреча» (Сборник Р. Злотников, В. Ардо «Нечаянная встреча. Светлая сторона апокалипсиса») (2004)
- Рассказ «Кубок» (Сборник «Никого над нами» [к 15-летию серии «Фант. Боевик»]) (2007)
- Рассказ «Не только деньги» (Сборник «Спасти чужого». Продолжение рассказа О. Дивова «Мы работаем за деньги» из сборника «Убить чужого» [Eurocon-2008])

### Предисловия к книгам
- Предисловие к книге Олега Матвейчева «Уши машут ослом»

## Хронологический список произведений
| Год  | Название                                                               | Серия                                 | Жанр                | Прим.                                                   |
| ---- | ---------------------------------------------------------------------- | ------------------------------------- | ------------------- | ------------------------------------------------------- |
| 1997 | Шпаги над звёздами                                                     | § Серия Вечный                        | Роман               | —                                                       |
| 1999 | Бойцы с окраины галактики [= Берсерки. Благородная ярость]             | § Серия Берсерки                      | Роман               | —                                                       |
| 1999 | Обречённый на бой[= Воин. Обречённый на бой]                           | § Серия Грон                          | Роман               | —                                                       |
| 1999 | Смертельный удар                                                       | § Серия Грон                          | Роман               | —                                                       |
| 1999 | Собор                                                                  | —                                     | Роман               | —                                                       |
| 2000 | Восставший из пепла                                                    | § Серия Вечный                        | Роман               | —                                                       |
| 2000 | Мятеж на окраине галактики                                             | § Серия Берсерки                      | Роман               | —                                                       |
| 2000 | Русские сказки                                                         | —                                     | Роман               | —                                                       |
| 2001 | От автора [к роману «Виват император!»]                                | § Серия Империя                       | Рассказ             | —                                                       |
| 2001 | Виват император!                                                       | § Серия Империя                       | Роман               | —                                                       |
| 2001 | И пришёл многоликий…[= Ловушка для Алого князя]                        | § Серия Вечный                        | Роман               | —                                                       |
| 2002 | Армагеддон                                                             | § Серия Империя                       | Роман               | —                                                       |
| 2002 | Последняя битва                                                        | § Серия Грон                          | Роман               | —                                                       |
| 2002 | Нечаянная встреча                                                      | —                                     | Повесть             | —                                                       |
| 2003 | Москва в будущем, или Некое ощущение страны, в которой я хотел бы жить | —                                     | Повесть             | —                                                       |
| 2003 | Последний рейд                                                         | § Серия Вечный                        | Роман               | —                                                       |
| 2003 | Ронин                                                                  | —                                     | Роман               | Соавтор: Александр Воробьёв                             |
| 2004 | Арвендейл                                                              | § Серия Арвендейл                     | Роман               | —                                                       |
| 2005 | Герцог Арвендейл                                                       | § Серия Арвендейл                     | Роман               | —                                                       |
| 2005 | Охота на охотника                                                      | § Серия Охота на охотника             | Роман               | Соавтор: Андрей Николаев                                |
| 2005 | Правило русского спецназа                                              | § Серия Охота на охотника             | Роман               | Соавтор: Андрей Николаев                                |
| 2005 | Счастливчик Сандерс                                                    | § Серия Охота на охотника             | Роман               | Соавтор: Андрей Николаев                                |
| 2005 | Монархия — мать достатка                                               | —                                     | Статья              | —                                                       |
| 2006 | Бешеный медведь                                                        | § Серия Охота на охотника             | Роман               | —                                                       |
| 2006 | Леннар. Сквозь Тьму и… Тьму                                            | § Серия Леннар                        | Роман               | Соавтор: Антон Краснов                                  |
| 2006 | Леннар. Книга Бездн                                                    | § Серия Леннар                        | Роман               | Соавтор: Антон Краснов                                  |
| 2007 | Кубок                                                                  | —                                     | Рассказ             | —                                                       |
| 2007 | Путь князя                                                             | § Серия Путь князя                    | Рассказ             | —                                                       |
| 2007 | Равноценный обмен                                                      | § Серия Путь князя                    | Рассказ             | —                                                       |
| 2007 | Арвендейл. Император людей                                             | § Серия Арвендейл                     | Роман               | —                                                       |
| 2007 | Время вызова, или Нужны князья, а не тати                              | —                                     | Роман               | —                                                       |
| 2007 | Империя наносит ответный удар                                          | § Серия Империя наносит ответный удар | Роман               | Соавтор: Василий Мельник (Василий Орехов)               |
| 2007 | Крыло Ангела                                                           | —                                     | Роман               | Соавтор: Олег Маркелов                                  |
| 2007 | Леннар. Псевдоним бога                                                 | § Серия Леннар                        | Роман               | Соавтор: Антон Краснов                                  |
| 2007 | Путь Князя. Атака на будущее                                           | § Серия Путь князя                    | Роман               | —                                                       |
| 2008 | Испытание                                                              | § Серия Путь князя                    | Рассказ             | —                                                       |
| 2008 | Не только деньги                                                       | —                                     | Рассказ             | —                                                       |
| 2008 | Одинокий рыцарь                                                        | § Серия Путь князя                    | Рассказ             | —                                                       |
| 2008 | Леннар. Чужой монастырь                                                | § Серия Леннар                        | Роман               | Соавтор: Антон Краснов                                  |
| 2008 | Прекрасный новый мир                                                   | § Серия Грон                          | Роман               | —                                                       |
| 2008 | Принцесса с окраины галактики                                          | § Серия Берсерки                      | Роман               | —                                                       |
| 2008 | Путь князя. Быть воином                                                | § Серия Путь князя                    | Роман               | —                                                       |
| 2009 | 2012. Точка перехода                                                   | —                                     | Роман               | —                                                       |
| 2009 | Вселенная неудачников                                                  | § Серия Вселенная неудачников         | Роман               | Соавтор: Сергей Мусаниф                                 |
| 2009 | Звёздный десант                                                        | § Серия Империя наносит ответный удар | Роман               | Соавтор: Василий Мельник под псевдонимом Василий Орехов |
| 2009 | Пощады не будет                                                        | § Серия Грон                          | Роман               | —                                                       |
| 2009 | Элита элит                                                             | § Серия Элита Элит                    | Роман               | —                                                       |
| 2010 | Братство Порога                                                        | § Серия Рыцари порога                 | Роман               | Соавтор: Антон Корнилов                                 |
| 2010 | Маневры неудачников                                                    | § Серия Вселенная неудачников         | Роман               | Соавтор: Сергей Мусаниф                                 |
| 2010 | Миссия невыполнима                                                     | § Серия Империя наносит ответный удар | Роман               | Соавтор: Василий Мельник под псевдонимом Василий Орехов |
| 2010 | Путь к Порогу                                                          | § Серия Рыцари порога                 | Роман               | Соавтор: Антон Корнилов                                 |
| 2010 | Руигат. Рождение                                                       | § Серия Руигат                        | Роман               | —                                                       |
| 2010 | Царь Фёдор. Ещё один шанс…                                             | § Серия Царь Фёдор                    | Роман               | —                                                       |
| 2010 | Царь Фёдор. Орёл расправляет крылья                                    | § Серия Царь Фёдор                    | Роман               | —                                                       |
| 2010 | Царь Фёдор. Орёл взмывает ввысь                                        | § Серия Царь Фёдор                    | Роман               | —                                                       |
| 2011 | Время твари                                                            | § Серия Рыцари порога                 | Роман               | Соавтор: Антон Корнилов                                 |
| 2011 | Генерал-адмирал                                                        | § Серия Генерал-адмирал               | Роман               | —                                                       |
| 2011 | На переломе веков                                                      | § Серия Генерал-адмирал               | Роман               | —                                                       |
| 2011 | Шанс для неудачников                                                   | § Серия Вселенная неудачников         | Роман               | Соавтор: Сергей Мусаниф                                 |
| 2012 | Последняя крепость                                                     | § Серия Рыцари порога                 | Роман               | Соавтор: Антон Корнилов                                 |
| 2012 | Взлёт                                                                  | § Серия Генерал-адмирал               | Роман               | —                                                       |
| 2012 | Землянин                                                               | § Серия Землянин                      | Роман               | —                                                       |
| 2012 | Послесловие автора                                                     | —                                     | Статьи              | —                                                       |
| 2013 | …Я вырос на книгах Стругацких                                          | —                                     | Прочие произведения | —                                                       |
| 2013 | Всё хорошо — что хорошо кончается                                      | —                                     | Рассказ             | —                                                       |
| 2013 | Прекрасное завтра                                                      | —                                     | Рассказ             | —                                                       |
| 2013 | Ком                                                                    | § Серия Ком                           | Роман               | —                                                       |
| 2013 | Руигат. Прыжок                                                         | § Серия Руигат                        | Роман               | —                                                       |
| 2013 | Урожденный дворянин                                                    | § Серия Урожденный дворянин           | Роман               | Соавтор: Антон Корнилов                                 |
| 2013 | Землянин. Шаг к звёздам                                                | § Серия Землянин                      | Роман               | —                                                       |
| 2014 | Землянин. На службе Великого дома                                      | § Серия Землянин                      | Роман               | —                                                       |
| 2014 | Урожденный дворянин. Защитники людей                                   | § Серия Урожденный дворянин           | Роман               | Соавтор: Антон Корнилов                                 |
| 2014 | Урожденный дворянин. Мерило истины                                     | § Серия Урожденный дворянин           | Роман               | Соавтор: Антон Корнилов                                 |
| 2014 | Предисловие                                                            | —                                     | Статья              | —                                                       |
| 2015 | Севастопольское избиение                                               | —                                     | Рассказ             | —                                                       |
| 2015 | Американец. Путь на Север                                              | § Серия Американец                    | Роман               | Соавтор: Игорь Гринчевский                              |
| 2015 | Князь Трубецкой                                                        | § Серия Князь Трубецкой               | Роман               | Соавтор: Александр Золотько                             |
| 2015 | Ком. В глубину                                                         | § Серия Ком                           | Роман               | —                                                       |
| 2015 | Разговор с Вождём                                                      | § Серия Разговор с Вождем             | Роман               | Соавтор: Алексей Махров                                 |
| 2015 | Сердце башни                                                           | § Серия Грон                          | Роман               | —                                                       |
| 2015 | Кадры решают всё                                                       | § Серия Элита Элит                    | Роман               | —                                                       |
| 2015 | Спасти Москву                                                          | § Серия Исправленная летопись         | Роман               | Соавтор: Михаил Ремер                                   |
| 2015 | Американец                                                             | § Серия Американец                    | Роман               | Соавтор: Игорь Гринчевский                              |
| 2015 | Тайны митрополита                                                      | § Серия Исправленная летопись         | Роман               | Соавтор: Михаил Ремер                                   |
| 2015 | Вместо предисловия [к антологии «Мир Стругацких. Полдень и Полночь»]   | —                                     | Статьи              | —                                                       |
| 2016 | Десять лет спустя                                                      | —                                     | Рассказ             | —                                                       |
| 2016 | Они пришли                                                             | —                                     | Рассказ             | —                                                       |
| 2016 | Дорога к Вождю                                                         | § Серия Разговор с Вождем             | Роман               | Соавтор: Алексей Махров                                 |
| 2016 | Личный враг императора                                                 | § Серия Князь Трубецкой               | Роман               | Соавтор: Владимир Свержин                               |
| 2016 | Руигат. Схватка                                                        | § Серия Руигат                        | Роман               | —                                                       |
| 2016 | Урожденный дворянин. Рассвет                                           | § Серия Урожденный дворянин           | Роман               | Соавтор: Антон Корнилов                                 |
| 2016 | Пушки и колокола                                                       | § Серия Исправленная летопись         | Роман               | Соавтор: Михаил Ремер                                   |
| 2016 | Я ржал!                                                                | —                                     | Статьи              | —                                                       |
| 2017 | Чрезвычайное происшествие                                              | —                                     | Рассказ             | —                                                       |
| 2017 | Арвендейл. Дерзкий рейд                                                | § Серия Арвендейл                     | Роман               | —                                                       |
| 2017 | Арвендейл. Долгое море                                                 | § Серия Арвендейл                     | Роман               | —                                                       |
| 2017 | Взгляд со стороны                                                      | § Серия Хоаххин                       | Роман               | Соавтор: Сергей Будеев                                  |
| 2017 | Встреча с Вождём                                                       | § Серия Разговор с Вождем             | Роман               | Соавтор: Алексей Махров                                 |
| 2017 | Выживший с «Ермака»                                                    | § Серия Вечный                        | Роман               | Соавторы: Игорь Минаков, Алексей Волков                 |
| 2017 | Землянин. Русские не сдаются!                                          | § Серия Землянин                      | Роман               | —                                                       |
| 2017 | Точка сингулярности                                                    | § Серия Хоаххин                       | Роман               | Соавтор: Сергей Будеев                                  |
| 2018 | Коронация                                                              | —                                     | Рассказ             | —                                                       |
| 2018 | Арвендейл Обречённый. Трое из Утренней Звезды                          | § Серия Арвендейл                     | Роман               | Соавтор: Антон Корнилов                                 |
| 2018 | Арвендейл. Нечистая кровь                                              | § Серия Арвендейл                     | Роман               | Соавтор: Юлия Остапенко                                 |
| 2018 | Голос Вождя                                                            | § Серия Разговор с Вождем             | Роман               | Соавтор: Алексей Махров                                 |
| 2018 | Кто есть кто                                                           | § Серия Хоаххин                       | Роман               | Соавтор: Сергей Будеев                                  |
| 2018 | Швейцарец                                                              | § Серия Швейцарец                     | Роман               | —                                                       |
| 2018 | Швейцарец. Возвращение                                                 | § Серия Швейцарец                     | Роман               | —                                                       |
| 2018 | Маленькое обращение к читателям                                        | [уточнить]                            | Статьи              | —                                                       |
| 2019 | Арвендейл. Нечистая кровь. Корни Тьмы                                  | § Серия Арвендейл                     | Роман               | Соавтор: Юлия Остапенко                                 |
| 2019 | Пираты XXX век                                                         | § Серия Империя наносит ответный удар | Роман               | Соавтор: Василий Мельник под псевдонимом Василий Орехов |
| 2019 | Швейцарец. Лучший мир                                                  | § Серия Швейцарец                     | Роман               | —                                                       |
| 2019 | Черный легион                                                          | § Серия Вечный                        | Роман               | Соавтор: Сергей Будеев                                  |
| 2019 | Рогора. Дорогой восстания                                              | § Серия Рогора                        | Роман               | Соавтор: Даниил Калинин                                 |
| 2019 | Рогора. Пламя войны                                                    | § Серия Рогора                        | Роман               | Соавтор: Даниил Калинин                                 |
| 2020 | Рогора. Ярость обреченных                                              | § Серия Рогора                        | Роман               | Соавтор: Даниил Калинин                                 |
| 2020 | Швейцарец. Война                                                       | § Серия Швейцарец                     | Роман               | —                                                       |
| 2020 | Ком. Путь домой                                                        | § Серия Ком                           | Роман               | —                                                       |
| 2020 | Таматарха. На службе у изгоя                                           | § Серия Таматарха                     | Роман               | Соавтор: Даниил Калинин                                 |
| 2020 | Таматарха. В кольце врагов                                             | § Серия Таматарха                     | Роман               | Соавтор: Даниил Калинин                                 |
| 2021 | Таматарха. Крест и Полумесяц                                           | § Серия Таматарха                     | Роман               | Соавтор: Даниил Калинин                                 |